# أراوزو دي توري
بلدية أراوزو دي توري (بالإسبانية: Arauzo de Torre)، هي إحدى بلديات مقاطعة برغش، التي تقع في منطقة قشتالة وليون، والتي تقع في شمال غرب إسبانيا.
يبلغ عدد سكانها 107 نسمة وفقاً لإحصائية سنة (2002).